# ريجيس لاكوني
ريجيس لاكوني (بالفرنسية: Régis Laconi)‏ هو متسابق دراجات نارية فرنسي. نافس في سباقات بطولة العالم لفئة 500 سي سي ولفئة 250 سي سي ولفئة 50 سي سي. كما شارك في بطولة العالم للسوبربايك وبطولة العالم للموتو جي بي.

## روابط خارجية
- ريجيس لاكوني على موقع MotoGP.com (الإنجليزية)
- ريجيس لاكوني على موقع WorldSBK.com (الإنجليزية)